# Gescheiterter Staat
Als gescheiterter Staat (englisch failed state) wird ein Staat bezeichnet, der seine grundlegenden Funktionen nicht mehr erfüllen kann. Der Begriff wurde erstmals zu Beginn der 1990er Jahre verwendet.

## Definition
Die Definition von Staatsversagen hängt von der jeweiligen Wissenschaftsdisziplin ab. Staatswissenschaften und Völkerrechtslehre haben deshalb einen unterschiedlichen Zugriff auf das Problem des sogenannten failed state. Als Begriff des Völkerrechts definiert sich der Staat aus drei Elementen: Staatsgebiet, Staatsvolk und Staatsgewalt. Bei Staaten handelt es sich daher, unabhängig von Regierungs- und Wirtschaftsform und ihrer demokratischen Legitimation, um territoriale Herrschaftsverbände. In der modernen politikwissenschaftlichen Auffassung von Staatlichkeit muss ein Staat vor allem drei zentrale Funktionen für seine Bürger leisten: Sicherheit, Wohlfahrt und Legitimität/Rechtsstaatlichkeit. Dabei handelt es sich letztlich um Leistungen der Staatsgewalt.
Wenn ein Staat diese drei Funktionen nicht mehr in einer nennenswerten Weise erfüllt, so spricht die Politikwissenschaft von einem gescheiterten Staat oder Failed State.
Die Völkerrechtslehre hingegen schaut weniger auf die Leistungen, die ein Staat als politische Güter erbringt, sondern auf die Stabilität der Staatsgewalt. Nach anerkannter Lehrmeinung liegt ein gescheiterter Staat deshalb immer dann vor, wenn die organisatorischen Strukturen der Staatsgewalt (Regierung, Behörden, staatliche Einrichtungen) weitgehend zerfallen und ihre Aufgaben nicht mehr erfüllen.
Wenn ein Staat jedoch noch teilweise bzw. in eingeschränkter Form funktionieren kann, so spricht man, je nach Schwere der strukturellen Defizite, von einem schwachen Staat (engl. weak state) oder einem versagenden bzw. verfallenden Staat (engl. failing state).
Ein gescheiterter Staat muss sich nicht unbedingt in einem Zustand von Chaos und Anomie befinden. Es ist auch möglich, dass nichtstaatliche Akteure an die Stelle des Staates treten und eine neue, eigene Ordnung etablieren (Mafia, Warlords). Solche Ordnungen sind jedoch regional begrenzt und leisten nicht in vollem Umfang die oben genannten drei Kernfunktionen eines Staates; zudem sind sie auf Gewalt und Repression gegründet.
Nicht unter den Begriff des gescheiterten Staates fallen Staaten, die demokratisch nicht legitimiert sind und rechtsstaatliche Defizite haben (siehe u. a. defekte Demokratien). Das Staatensystem kennt wegen des völkerrechtlichen Grundsatzes der Staatengleichheit keine Paria-Staaten. Ein Staat ist deshalb zwar möglicherweise ein totalitärer Staat und begeht gerade im Bereich der Menschenrechte erhebliche Völkerrechtsverletzungen, er verliert dadurch jedoch nicht den Status als Staat im völkerrechtlichen Sinne und kann daher nicht als failed state bezeichnet werden.

## Ermittlung
Unter anderem der Fragile States Index (FSI) und der Bertelsmann Transformation Index (BTI) ermitteln versagende Staaten.

### Fragile States Index

Ergebnisse des FSI 2022.
Sehr hohe Alarmstufe
Hohe Alarmstufe
Alarmierend
Große Warnung
Erhöhte Warnung
Warnung
Stabil
Stabiler
Sehr stabil
Nachhaltig
Sehr nachhaltig
Keine Informationen

Seit 2005 veröffentlicht die Nichtregierungsorganisation und Denkfabrik Fund for Peace in Zusammenarbeit mit der Zeitschrift Foreign Policy jährlich den sogenannten Fragile States Index (bis 2013 Failed States Index), in dem Staaten auf ihr Risiko von Staatszerfall hin untersucht werden. Es werden hierbei zwölf verschiedene Faktoren zu dem Index zusammengefasst.
Soziale Indikatoren
- Demographic pressures (Naturkatastrophen, Seuchen und Krankheiten, Umweltverschmutzung, Nahrungsmittelknappheit, Unterernährung, Wassermangel, Bevölkerungswachstum, Jugendüberschuss, Sterberate)
- Refugees and IDPs (Flucht und Vertreibung, Flüchtlingslager)
- Group Grievance (Diskriminierung, ethnische Konflikte, religiöse Konflikte, staatliche Gewalt)
- Human Flight and Brain Drain (Migration/Auswanderung)

Wirtschaftliche Indikatoren
- Uneven Economic Development (Gini-Koeffizient / Einkommens- und Vermögensverteilung, Stadt-Land-Unterschiede, Slums)
- Poverty and Economic Decline (Staatsverschuldung, Arbeitslosigkeit, Jugendarbeitslosigkeit, Handelsbilanzdefizit, BIP pro Kopf, Wirtschaftswachstum, Inflation)

Politische und militärische Indikatoren
- State Legitimacy (Korruption, politische Partizipation, Wahlen, Schwarzarbeit, Drogenhandel, Proteste und Demonstrationen)
- Public Services (polizeiliche Kontrolle/Überwachung, Kriminalität, Alphabetisierung, Bildungsgrad, Zugang zu Trinkwasser und sanitären Einrichtungen, Infrastruktur, Qualität des Gesundheitswesens, Telekommunikation, Zugang zum Internet, Sicherheit der Stromversorgung)
- Human Rights and Rule of Law (Pressefreiheit, bürgerliche Freiheitsrechte, Menschenhandel, politische Gefangene, Inhaftierungen, religiöse Verfolgung, Folter, Hinrichtungen)
- Security Apparatus (internationale Konflikte, Waffenlieferungen, Volksaufstände/Krawalle, Bombardierungen, Todesopfer in Konflikten, Staatsstreiche des Militärs, Rebellenaktivitäten)
- Factionalized Elites (Machtkämpfe, Wahlfälschungen, politischer Wettbewerb)
- External Intervention (Auslandshilfe, Präsenz von Friedenstruppen und UN-Missionen, militärische Interventionen, Sanktionen, Kreditwürdigkeit)

Je höher der Indexwert ist, desto geringer ist die Staatlichkeit. Dazu werden die Staaten in vier verschiedene Klassen mit je drei Abstufen eingeteilt: Alert (Alarm), Warning (Warnung), Moderate (moderat) und Sustainable (zukunftsfähig, tragfähig). Hierbei umfasst die Klasse Alert diejenigen Staaten, die bereits ein gescheiterter Staat sind oder bei denen akut Gefahr droht, sich in einen zu entwickeln. 2019 wurden insgesamt sieben Staaten mit dem Very High Alert-Status belegt.
In der nichtwissenschaftlichen Literatur ist der Index sehr verbreitet und wird häufig zitiert, allerdings sind die Forschungsmethoden neuartig und nicht wissenschaftlich gesichert. Es hat bisher keine detaillierte Untersuchung dieser Studien durch andere Forscher stattgefunden.

### Bertelsmann Transformation Index
Nach dem Bertelsmann Transformation Index gelten als gescheiterte Staaten diejenigen, „in denen das staatliche Gewaltmonopol und grundlegende Verwaltungsstrukturen so stark eingeschränkt sind, dass die Regierung kaum handlungsfähig ist.“

## Aktuelle Beispiele
Beim BTI 2022 werden zehn Staaten „scheiternde Staaten“ genannt. Diese stimmen weitestgehend überein mit den neun Staaten, die beim FSI 2022 einen Wert von mehr als 100 von 120 Punkten haben, womit „hoher Alarm“ bzw. „sehr hoher Alarm“ bzgl. ihres Scheiterns gelte. Einig sind sich beide Indizes bei folgenden acht Staaten:
| Asien                          | Afrika                                                                                     |
| ------------------------------ | ------------------------------------------------------------------------------------------ |
| - Afghanistan - Syrien - Jemen | - Somalia - Sudan - Südsudan - Zentralafrikanische Republik - Demokratische Republik Kongo |

Vom BTI werden zusätzlich  Haiti und  Libyen genannt, vom FSI  Tschad.

## Ursachen
Es sind folgende Erklärungen für die Entstehung gescheiterter Staaten in Gebrauch:

### Koloniales Erbe
Die Kolonialzeit habe vielerorts traditionelle Gesellschaftsstrukturen zerstört, die jedoch nicht durch westliche Verfassungsstrukturen ersetzt worden seien. Es habe kein Interesse der Kolonialmächte daran bestanden, die neu entstandenen Staaten mit eigenen Identitäten zu versehen (Nationenbildung). Koloniale Grenzziehungen ohne Rücksicht auf ethnische Siedlungsgebiete wie in Afrika südlich der Sahara oder in Syrien förderten stattdessen Nationalitätenkonflikte und religiöse Konflikte. Die nach dem Zweiten Weltkrieg schließlich in die Unabhängigkeit entlassenen Staaten besaßen oft nur rumpfartige Strukturen und Institutionen. Der Einfluss der ehemaligen Kolonialmächte führte zur Fixierung auf die Ausbeutung und den Export von unverarbeiteten Rohstoffen (sog. „extraktive“, z. B. auf Ölförderung basierende, mit dem „Ressourcenfluch“ behaftete Wirtschaft) und förderte die Korruption.

### Ende des Kalten Krieges
Eine weitere mögliche Ursache des Zerfalls staatlicher Zentralgewalt, die in der Theorie Internationaler Beziehungen diskutiert wird, ist die Anfang der 1990er Jahre eingeleitete Auflösung der ideologischen, wirtschaftlichen und politischen Systemkonfrontation des Kalten Krieges. Diktatorische Regime wurden – meist ohne feste Verankerung im eigenen Land – während des Kalten Krieges durch die Supermächte aus ideologischen und strategischen Interessen an der Macht gehalten. Durch Waffenlieferungen und außenwirtschaftliche Unterstützung wurde die staatliche Einheit künstlich aufrechterhalten. Nach dem Zusammenbruch der Sowjetunion habe sich die mangelhafte interne Legitimierung dieser Staatsapparate offenbart, welche politische und militärische Oppositionsbewegungen und Rebellengruppen ausnutzten.

### Politische und gesellschaftliche „Erschlaffung“
Es ist die mangelnde Kraft eines Staates (Regierung, Gesellschaft), den sozialen, wirtschaftlichen sowie politischen und militärischen Indikatoren des oben benannten Fragile State Index nachhaltig und zielgerichtet mit neutralisierenden bzw. sogar widerstreitenden Mitteln entgegenzuwirken. Aus dieser Schwäche erfolgt die – sich in ihrem Entstehungsprozess von schleichend bis schlagartig vollziehende – Ausprägung dieser Indikatoren durch Schadansichten, Fehlentwicklungen und/oder vollständige Kontrollverluste in einem oder mehreren dieser Bereiche. Der Staatszerfall ist dabei die logische Konsequenz aus der Minderung konstruktiver Kräfte und der Mehrung (bewusst oder unbewusst) destruktiver und obstruktiver Kräfte, welche jeden Staat und dessen Gesellschaft – ohne Ansehen geschichtlicher Vorentwicklungen – treffen kann.

### Gescheiterte Modernisierungsprozesse
Die Globalisierung habe zu einer größeren sozialen und geografischen Mobilität der Bevölkerung geführt, der kein Gegengewicht eines nationalen Festigungsprozesses entgegenstehe. Noam Chomsky spricht von den „political implications of globalization“, John Rawls von den „burdened societies“. Hinzu kommen überambitionierte, aber nicht nachhaltige und nicht an die regionalen Gegebenheiten angepasste Industrialisierungs- und andere Investitionsprojekte. Mit deren Scheitern wandern auch die jungen intellektuellen und wirtschaftlichen Eliten ab, die in ihren Heimatländern keine Perspektiven mehr sehen.

## Interventionen von außen

### Entwicklungspolitische Aspekte
Die Globalisierung hat nicht nur Marktchancen und neue Wahlmöglichkeiten geschaffen, sondern auch die Verwundbarkeit schwacher Ökonomien erhöht und die Herausbildung von Grauzonen jenseits der Legalität erleichtert. Deshalb ist es wichtig, in zerfallenden Staaten für Erwerbsquellen jenseits der Illegalität zu sorgen.
Es besteht Konsens darüber, dass es ohne eine „gute“ Politik keine nachhaltige Lösung der Probleme von zerfallenden Staaten geben kann. Deshalb entwickelte sich Good Governance zu einem internationalen Referenzkonzept der Entwicklungszusammenarbeit.

### Moralische Bewertung
Im Rahmen eines normativen Ansatzes versucht Michael Walzer, der sich kritisch mit der Situation der gescheiterten Staaten auseinandersetzt, einen restriktiven Regelkatalog für humanitäre Interventionen von außen abzuleiten. Walzer stellt fest, dass multiethnische Staaten toleranter gegenüber Minderheitengruppen sind als Nationalstaaten, akzeptiert aber die Interventionen zur Unterstützung der Abspaltung von unterdrückten Minderheiten aus dem Staatsverbund sowie Interventionen im Falle moralisch schockierender Krisen.

## Kritik
Die Politikwissenschaftlerin Susan L. Woodward von der City University of New York stellt den Begriff grundsätzlich in Frage, denn er sei ideologisch aufgeladen – „not only conceptually vague but also empirically thin and politically provocative“, so Mats Berdal vom King’s College London in seiner Besprechung ihres Buches The Ideology of Failed States aus dem Jahre 2017. Das Konzept eröffne insbesondere westlichen Staaten die Legitimität zu humanitärer Hilfe und/oder bewaffneter Intervention, verschärfe dadurch die Problemlage und scheitere zwangsläufig, paradigmatisch ablesbar an der US-amerikanischen Intervention in Afghanistan, so David Sogge. Der Untertitel des Buches lautet Warum Interventionen scheitern.